# Kiki van Aubel
Marie-Christine 'Kiki' van Aubel,  (27 juni 1978), is een Nederlandse (Maastrichtse) actrice en presentatrice.
In 2002 heeft ze haar diploma gehaald aan de Academie voor Drama in Eindhoven (inmiddels is deze opleiding verhuisd naar Tilburg). Na haar afstuderen is ze nog een tijdje naar UCLA (School for Theatre & Film in Los Angeles) geweest. Kiki is opgeleid als regisseur en toneeldocent, maar is na haar afstuderen met de verschillende aspecten van het theater-, film- en televisievak bezig geweest: als regisseur, actrice, theaterprogrammeur en presentatrice.

## Theater
- 2018 - 2019 - Gewoon Held / Gezelschap: Het Laagland
- 2018 - De saaiste schoolreis uit de geschiedenis van het universum / Regie: Annelies van Wieringen / Gezelschap: Toneelgroep Maastricht ism Het Laagland
- 2017 - Expedition Peter Pan / Regie: Inéz Derksen / Gezelschap: Het Laagland
- 2017 - Wit konijn rood konijn / Gezelschap: Toneelgroep Maastricht
- 2017 - 2018 - Niet vergeten / Regie: Lieke Benders / Gezelschap: Hoge Fronten
- 2015 - 2017 - Dream On / Regie: Niels Lemmens / Gezelschap: Het Laagland
- 2015 - 2016 - Zujerleech / Regie: Inèz Derksen / Gezelschap: Het Laagland
- 2013 - Maken & spelen Welkom Thuis! / In opdracht van Wonen Limburg
- 2007 - MATH1 / Gezelschap: Maastrichts Alumni Theater
- 2005 - 2006 - Toe maar jongen / Regie: Marnix Mulder / Gezelschap: Krols
- 2004 - 2005 - Gebroeders / Regie: Marnix Mulder / Gezelschap: Rapalje
- 2002 - 2004 - Cut the Crap / Regie: Marnix Mulder / Gezelschap: Rapalje
- 2002 - 2004 - Getemd / Regie: Marnix Mulder / Gezelschap: Rapalje

## Films
- 2018 - Fucking Cola  / Rol: Mia / Producent: IJswater Films / Regisseur: Sophie van de Pol
- 2018 - Voor Galg en Rad  / Rol: Herbergierster / Producent: Buzz Media, Het Filmhuus / Regisseur: Paul Haans, Jeroen Wielheesen
- 2015 - Gluckauf / Rol: Judith / Producent: BIND film / Regisseur: Remy van Heugten

## Televisie
- 2016 - Bianca in de buurt (serie voor TV Maastricht over sociale problematiek) / Idee: Mieneke Bakker, regie: Mark Timmer
- 2014 - Het Bankje (serie voor TV Maastricht over sociale problematiek) / Idee: Mieneke Bakker, regie: Mark Timmer
- 2007 - Flikken Maastricht (gastrol) / Producent: Eyeworks Egmond Film & Television / Omroep: Tros

## Commercials
- 2015 - Parkinson Stichting / Regie: Wannes Destoop (In Case of Fire)
- 2007 - 2008 - Televisiecommercial OHRA / Regisseur: Manu Coeman

## Presenteren
- Perspresentatie West Side Story, Film with live orchestra
- Avond van de poëzie
- Maand van de geschiedenis
- Seizoenspresentatie Parkstad Limburg Theaters
- De oavend van 't Muulke
- Vreemde krachten, arbeidsmigranten in de Mijnstreek
- Presentatie Inspiratieprijs Prins Bernhard Cultuurfonds Limburg